# Kim Novak
Marilyn Pauline Novak (Chicago, 13 de febrero de 1933), conocida como Kim Novak, es una actriz estadounidense.
Novak comenzó su carrera en 1954 después de firmar un contrato con Columbia Pictures, y rápidamente se convertiría en una de las estrellas más taquilleras apareciendo en películas como Picnic (1955), El hombre del brazo de oro (1955) y Pal Joey (1957). Su papel más paradigmático fue en el thriller de Alfred Hitchcock Vértigo (1958). Otras películas notables de su carrera son Bell, Book and Candle (1958), Strangers When We Meet (1960) o Bésame, tonto (1964).
Aunque en ese momento todavía era relativamente joven, Novak dejó de actuar en 1966 y desde entonces solo ha trabajado esporádicamente en películas. Apareció en la película El espejo roto (The Mirror Crack'd) (1980) y fue estrella invitada en algunos episodios de la popular Falcon Crest (1986–1987). Después de una experiencia desagradable en el rodaje de Liebestraum (1991), abandonó definitivamente su carrera como actriz.

## Biografía

### Infancia e inicios
Nació en Chicago en 1933 como Marilyn Pauline Novak. Era la segunda hija de una pareja de Chicago de origen checo, Joseph (1897-1987) y Blanche (nacida Kral) Novak, que aparecen en la película de 1962 protagonizada por su hija La misteriosa dama de negro. Su padre, que había sido profesor, era funcionario municipal de tráfico, y su madre también había sido profesora.
No fue una buena estudiante en el colegio. No se sentía a gusto y le molestaba que se le dijese lo que debía hacer. Cuando terminó sus estudios escolares se dedicó a presentar como modelo vestidos de adolescentes en unos grandes almacenes de la ciudad. Más adelante consiguió una beca para ingresar en la School of the Art Institute of Chicago.: 71–74  En el último verano del último curso, Novak hizo una gira por Estados Unidos como modelo promocional del congelador doméstico Deepfreeze de la Detroit Motor Products Corporation en ferias comerciales. Novak fue apodada durante una época como «Señorita Deepfreeze».
Unos años después Novak realizó diversos trabajos intentando encontrar su camino para el futuro. Hizo de ascensorista, empleada de tienda e incluso de asistente de un dentista. Pero todo ello no le satisfizo, por lo que volvió a su profesión de modelo, que según ella consideraba había desempeñado bien. 

### 1953-1958: Inicios en el cine y salto a la fama

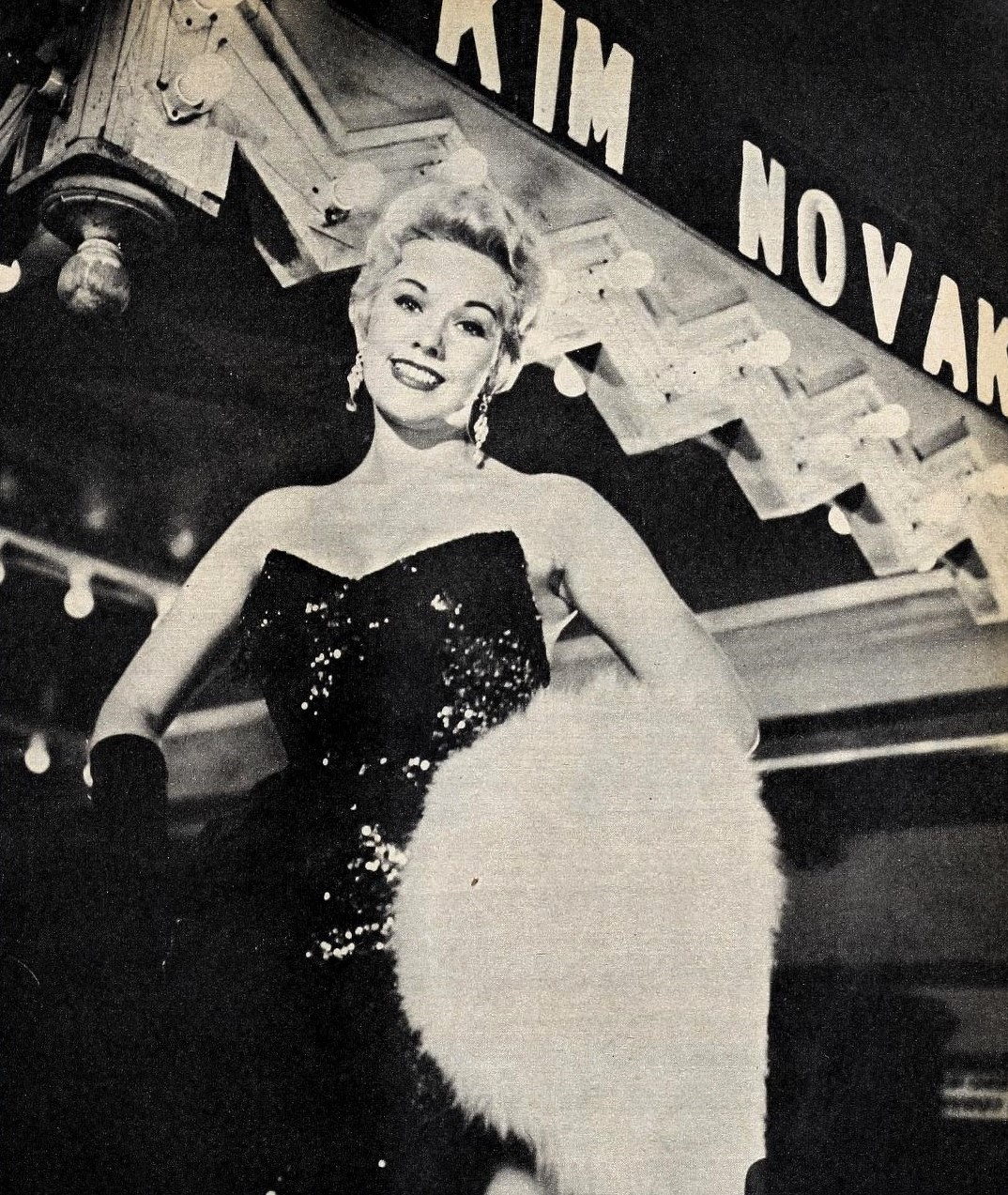
Novak en Phffft, 1954

En San Francisco, después de que la campaña de frigoríficos acabase, Novak y dos de sus compañeras se trasladaron a Los Ángeles para probar suerte en el cine. Allí, con el nombre de Marilyn Novak, fue extra en la película El hijo de Simbad (Son of Sinbad) (filmada en 1953, aunque no fue estrenada hasta 1955), y posteriormente La línea francesa (The French Line) (1953), film protagonizado por Jane Russell para la RKO.
Aun siendo su papel insignificante, un agente se fijó en ella y le consiguió una prueba ante la cámara en los estudios Columbia, de la que resultó un primer contrato de seis meses. Siendo su nombre Marilyn, el estudio decidió cambiarlo, para evitar comparaciones entre Novak y Marilyn Monroe. Pero ella insistió en que su apellido fuese el suyo. Por este tema, Novak peleó con el jefe de Columbia, Harry Cohn, por el cambio de nombre. Sugirió el nombre "Kit Marlowe", argumentando: "¡Nadie irá a ver a una chica con un nombre polaco!", pero ella insistió en mantener su nombre y dijo: "Soy checa, pero polaca, checa, ¡No importa, es mi nombre! Finalmente consiguió mantener su apellido con el cambio de Marilyn Novak por el de Kim Novak.

Novak en la portada del New York Sunday News en 1957.

Columbia intentaba hacer de Novak la sucesora de Rita Hayworth, su estrella más rutilante de la década de los 40, y, de esta manera, intentar buscar una competidora a la gran talento de la pantalla de 20th Century-Fox, Marilyn Monroe. Tomó unas clases de interpretación, que el estudio no quiso pagar, y Novak apareció en ese mismo año de 1954 en su primera película, La casa número 322 (Pushover), con Fred MacMurray y Philip Carey. Aunque su actuación no fue digna de mención, los críticos y las audiencias se fijaron en su atractivo físico y en la expresividad de sus ojos, de forma que unos meses después volvió a actuar en otra película, Phffft (1954) esta vez con Jack Lemmon. Ambas películas fueron rentables en taquilla. En su tercer trabajo, 5 Against the House (1955), un drama criminal descarnado, estuvo en los créditos solo por detrás de Guy Madison pero por encima de Brian Keith. La película tuvo un éxito moderado de crítica y público.
Después de su siguiente película, rodada en 1955 y que también resultó un éxito para la joven actriz, llegó en ese mismo año su gran oportunidad con el papel de Magda Owens en Picnic, filme que protagonizó junto a William Holden y que tuvo un éxito rotundo. Su director, Joshua Logan, consideró que sería más propio de Novak tener el pelo rojo y ella aceptó usar una peluca roja durante el rodaje. Logan dice que Harry Cohn sugirió que Novak apareciera en la película, pero no insistió en ello. El director la probó para el papel varias veces y quedó encantado con su actuación, sintiendo que estaba cerca de su personaje. Por este papel, Novak ganó el Globo de Oro a la nueva estrella del año - Actriz y fue nominada al Premio BAFTA a la mejor actriz. El director Otto Preminger la escogió para protagonizar El hombre del brazo de oro (The Man with the Golden Arm) junto a Frank Sinatra. En un elenco que incluía a Eleanor Parker, Novak recibió elogios por ser uno de los puntos brillantes de la película, y la película fue un éxito de taquilla.

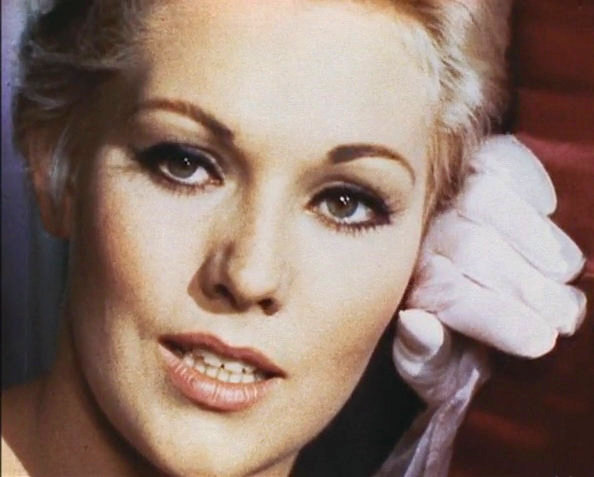
Novak en Pal Joey, 1957

El siguiente proyecto de Novak fue Eddy Duchin (The Eddy Duchin Story) (1956), donde interpretaba a Marjorie Oelrichs, esposa del pianista Eddy Duchin, interpretado por Tyrone Power. Debido a que los dos protagonistas no se llevaban bien durante el rodaje, Novak llegó a considerar retirarse de la producción, pero decidió no hacerlo. En el momento de su estreno, la película fue un éxito de crítica y taquilla, y muchos sugirieron que los anuncios de Novak de refrescos dietéticos sin calorías contribuyeron positivamente al éxito de la película. Cuando se le ofreció una opción para su siguiente proyecto, seleccionó la película biográfica Jeanne Eagels (1957), en la que interpretó a la actriz de teatro y cine mudo que era adicta a la heroína. Coprotagonizada por Jeff Chandler, la película fue, en gran medida, un relato ficticio de la vida de Eagels. La película recibió críticas negativas pero obtuvo ganancias en taquilla. La familia de Eagels demandó a Columbia por la forma en que se había representado a Eagels en la película.
Después de aparecer en películas taquilleras, Novak se convirtió en una de las estrellas más grandes entre 1957 y 1958. Columbia la eligió para su adaptación musical de Pal Joey, basada en la novela y la obra teatral escritas ambas por John O'Hara. Interpretando a Linda English, una corista ingenua, volvió a coincidir con Frank Sinatra y Rita Hayworth. Estrenada en octubre, la película recibió críticas favorables. La revista Variety calificó la película como "entretenimiento fuerte y divertido", aunque la actuación de Novak generó reacciones encontradas, en parte debido a la notable falta de carisma en pantalla. La película fue un éxito de taquilla y ha sido considerada una de las mejores actuaciones de Novak.

### 1958: Novak conoce a Hitchcock

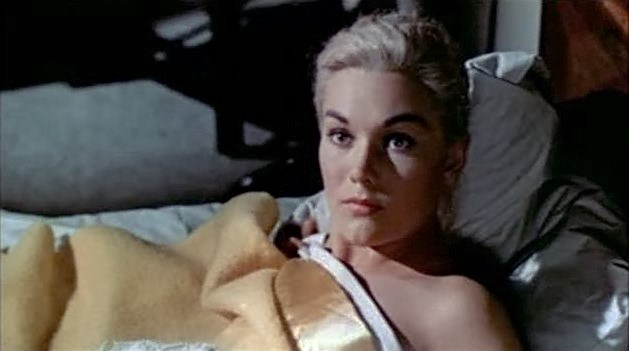
Kim Novak en la película Vértigo (1958).

El director Alfred Hitchcock estaba trabajando en su siguiente película, Vértigo (1958), cuando su actriz principal Vera Miles se quedó embarazada y se retiró del rodaje. Hitchcock comentó a Harry Cohn la posibilidad de ofrecer a Novak el papel principal sin necesidad de pasar por la prueba de cámara. Aunque a Cohn no le gustaba el guion, permitió a Novak leerlo porque consideraba a Hitchcock un gran director. A Novak, por contra, le enamoró el texto, ya que podía identificarse con el personaje y aceptó participar en la película sin conocer a Hitchcock. Al mismo tiempo, ella tenía una pugna con Columbia para pedir más dinero y se negó a presentarse a trabajar en el set de Vértigo para protestar contra su salario de 1.250 dólares semanales. Novak contrató nuevos agentes para que llevaran a juzgados su contrato. Cohn, que había cobrado 250.000 dólares por Novak para hacer Vértigo, la suspendió de empleo y sueldo, pero después de unas semanas de negociaciones, bajó el ritmo y le ofreció un nuevo contrato digno de una gran estrella. A partir de ese momento, recibiría 3.000 dólares a la semana y explicó a la prensa "No me gusta que nadie se aproveche de mí."

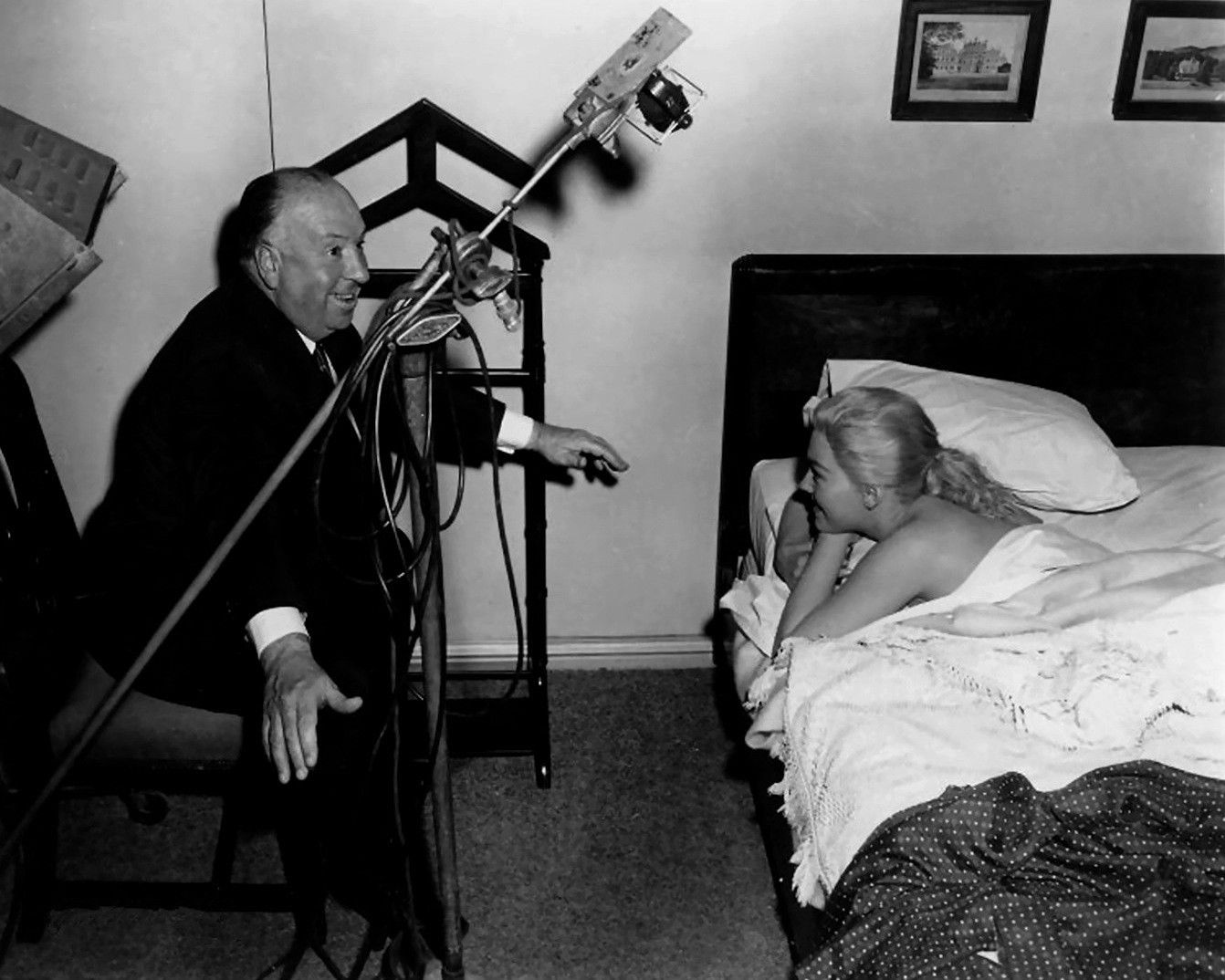
Alfred Hitchcock con Novak en el rodaje de Vértigo (1958)

Novak finalmente se presentó a trabajar y, según Hitchcock, tenía "todo tipo de nociones preconcebidas" sobre su personaje, incluido lo que usaría y lo que no usaría. Antes de que comenzase el rodaje, Novak le dijo al director que no le gustaba el traje gris y los zapatos negros que debía usar, ya que los consideraba demasiado pesados y rígidos para su personaje. Novak recordó más tarde: "No pensé que a él le importaría qué tipo de zapatos usara. Nunca había tenido un director que fuera exigente con el vestuario, la forma en que estaban diseñados, los colores específicos. Las dos cosas que quería más fueron esos zapatos y ese traje gris." En realidad, Hitchcock explicó a Novak que el aspecto visual de la película era incluso más importante que la historia e insistió en que llevase esos zapatos ya que lo había planeado desde hace meses. Sin embargo, Hitchcock le dio a Novak la libertad de desarrollar el personaje ella misma. Como recordó más tarde: "Me emociona trabajar en personalidades duales porque creo que yo también tengo muchas. Y creo que pude usar mucho de mí en esa película. Al principio, me sentía insegura porque seguía diciendo: "¿Es esto correcto? ¿Cómo quieres que interprete este personaje?" Hitchcock dijo: "Te contraté y eso es lo que quiero, lo que aportas a este papel. Pero lo que sí espero de ti es que estés donde quiero que estés, te vistas como quiero y hables en el ritmo que quiero que lo hagas." Y trabajó mucho tiempo conmigo para tratar de conseguir el ritmo correcto." El papel adquirió un significado personal para ella, pues sintió que pasó por lo mismo que su personaje cuando llegó a Hollywood.

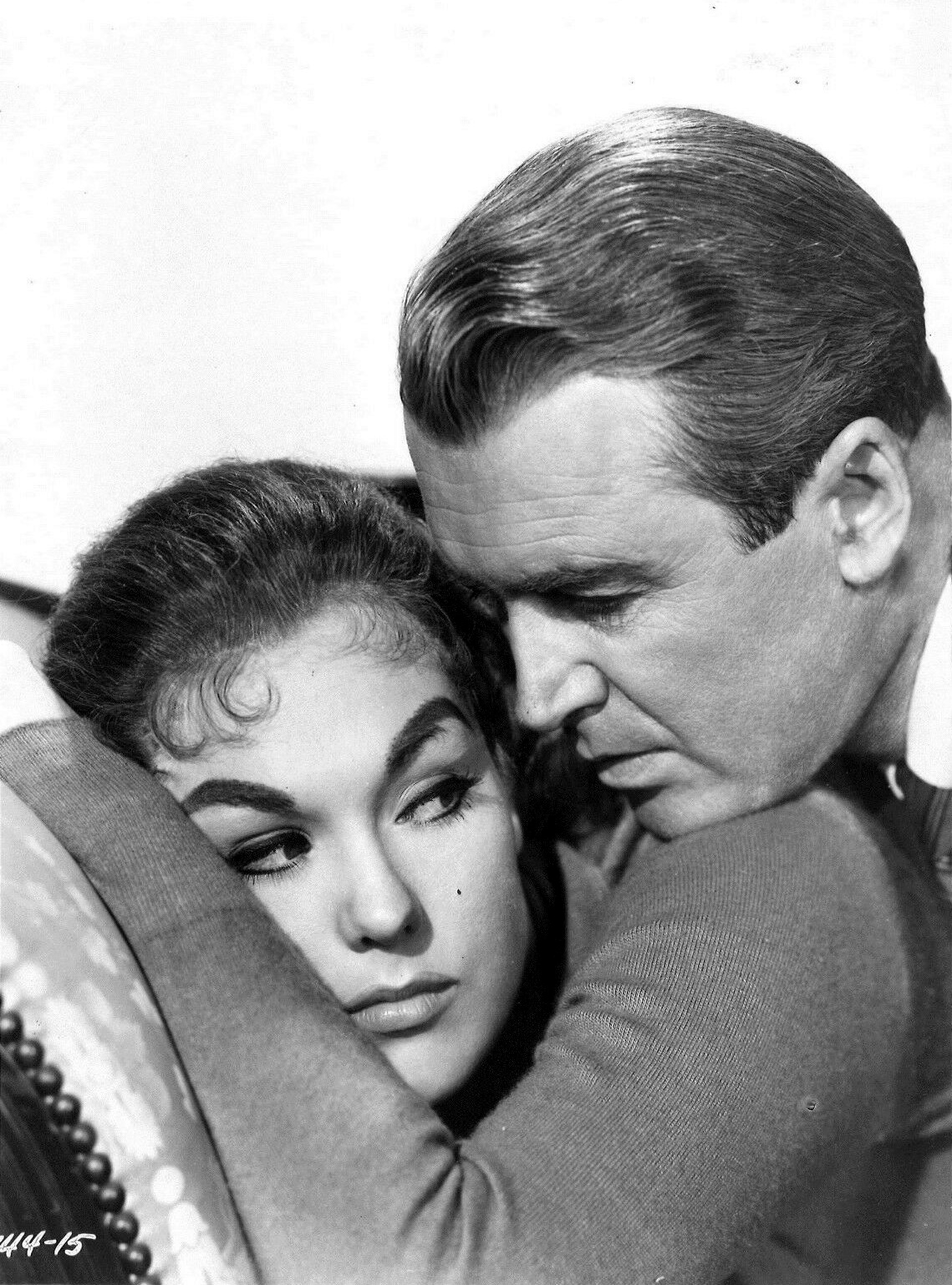
Novak y Stewart en una foto publicitaria de Vértigo (1958)

Novak describe a Hitchcock como un caballero pero tenía la sensación de trabajar con un extraño. "No sé si alguna vez le agradé. Nunca me senté con él a cenar ni a tomar el té ni nada, excepto una cena de reparto, y llegué tarde a eso. No fue mi culpa, pero pensé que él pensaba que me había retrasado para hacer una entrada estelar, y me lo reprochó. Durante el rodaje, nunca me dijo realmente lo que estaba pensando." En realidad, el director estaba frustrado por tenerla a ella en lugar de Vera Miles, como supo Novak más tarde. "A Hitchcock no le gustó tenerme en su película y sintió que se la estaba arruinando. Sólo después de terminar la película me enteré de lo mucho que pensaba que había arruinado su película. Sentí que hice un muy buen trabajo en esa película y obtuve algunas de las mejores críticas de mi carrera, pero Hitchcock no podía culparse a sí mismo, así que me culpó a mí." Novak se llevaba bien con su compañero de reparto, James Stewart, quien la apoyó durante el rodaje de la película. "Me trató muy bien. Aprendí mucho sobre actuación de él. Cuando teníamos escenas emocionales, él tenía que prepararse primero, de alguna manera profundizando en sí mismo, y sabías que debías dejarlo en paz cuando estaba así. Y cuando todo terminaba, él simplemente se alejaba. Se permitía salir lentamente de eso. Él tomaba mi mano y yo le apretaba la suya para que ambos tuviéramos tiempo de bajar de la emoción."

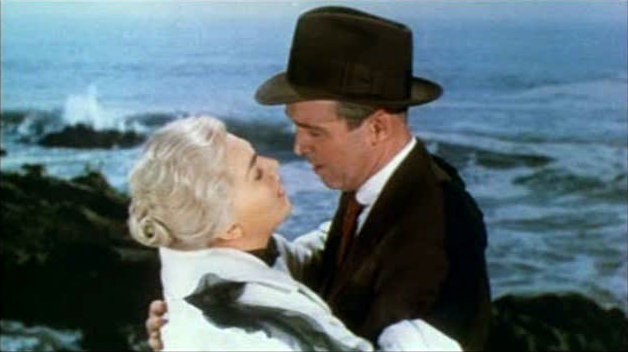
Novak con Stewart en Vertigo

La película tuvo críticas ambivalentes desde su presentación en 1958, y cubrió costes en taquilla. Pero desde entonces ha sido revaluada y es considerada como uno de los mejores trabajos del director. Por su parte, Novak logró sorprender a los críticos de cine. Mientras que Bosley Crowther, escribía en el The New York Times, que era "realmente impresionante", la reseña de Variety señaló que era "interesante bajo la dirección de Hitchcock" y "más cercana a una actriz que en Pal Joey o Jeanne Eagels" El consenso sobre su trabajo ha ido cambiando con el tiempo. El crítico David Thomson escribió que es "una de las mayores interpretaciones femeninas de la historia del cine" y Martin Scorsese la tildó como "extraordinaria, valiente y emocional". Sin embargo, Novak quedó decepcionada por su actuación cuando vio la película en 2013. "Me decepcionó mucho. Ambos personajes eran exagerados. Siempre me recordarán en Vértigo, y no soy tan buena en eso. Pero no me culpo porque hay un par de escenas donde estuve maravillosa."

### 1958–1965: Declive en su carrera y semirretirada

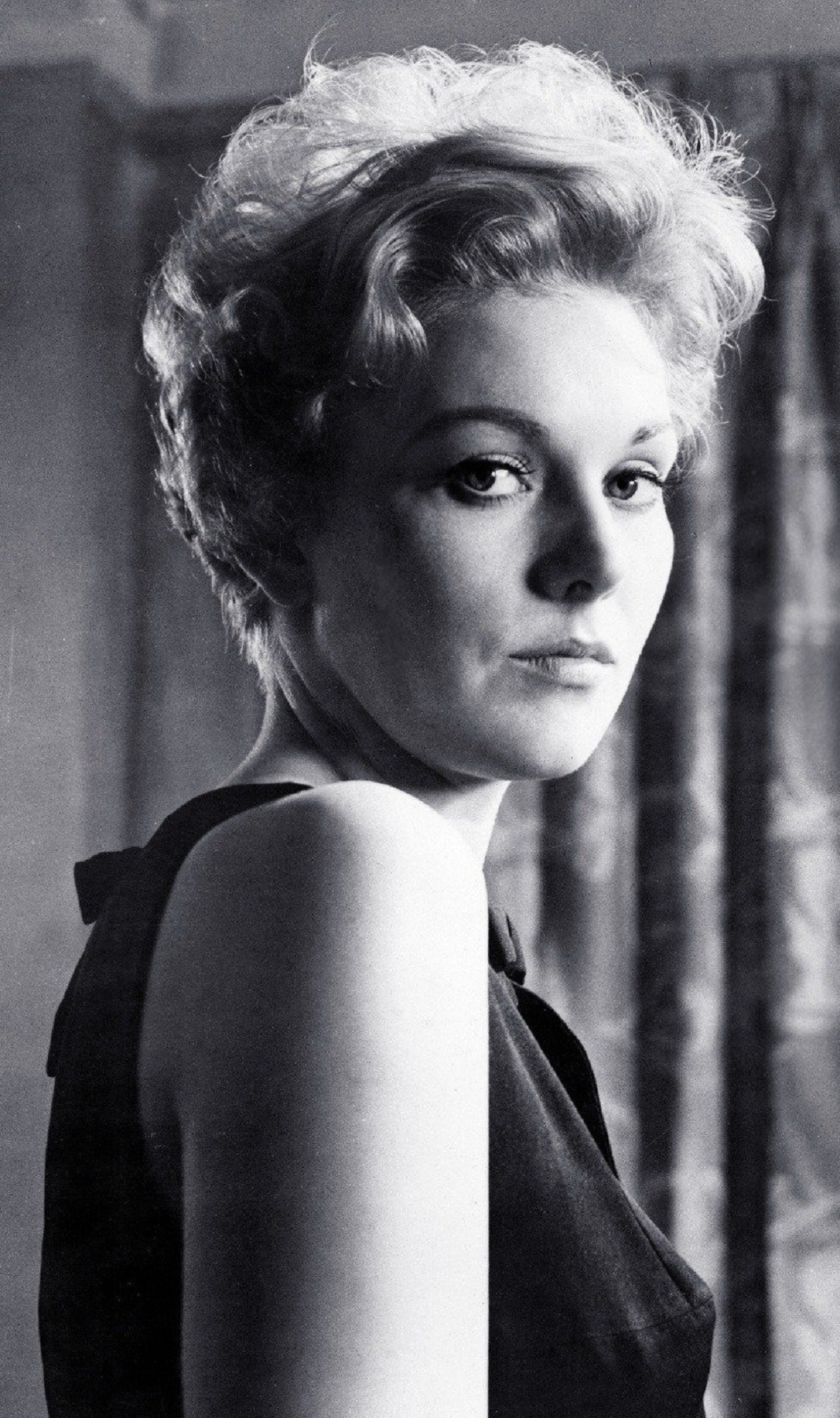
Foto publicitaria de En mitad de la noche (1959)

Novak volvió a trabajar con Stewart en Me enamoré de una bruja (Bell, Book and Candle) de Richard Quine (1958), una comedia sobre la brujería moderna donde también aparecen Jack Lemmon y Ernie Kovacs que resultó ser un éxito de taquilla. Posteriormente, protagonizó junto a Fredric March el aclamado drama romántico En mitad de la noche (Middle of the Night) (1959), que ha descrito no sólo como su favorita de sus películas, sino que también describe su actuación en la película como la mejor de su carrera.
En 1960, volvió a la pantalla para protagonizar junto a Kirk Douglas el drama romántico Strangers When We Meet (1960), con críticas dispares pero con un éxito de taquilla. Richard Quine era el director a la vez que prometido. El estudio planeó darles la casa que se construyó como parte de la historia durante el rodaje como regalo de bodas, pero su boda nunca se produjo. En cambio, durante la última película que Quine y ella hicieron juntos, la comedia y misterio británica La misteriosa dama de negro (The Notorious Landlady) (1962) con Jack Lemmon y Fred Astaire, descubrió y compró su futura casa junto al mar cerca de Big Sur en el centro de California. Se convertiría en su refugio y santuario después de dejar Hollywood.
A partir de aquí, firmó un contrato de cinco películas independientes con el productor Martin Ransohoff y su productora Filmways Pictures, pero resultó ser una mala elección debido a enfrentamientos con personalidades por los guiones. Su primera película, la comedia Una vez a la semana (Boys' Night Out) (1962) fue un fracaso. Después de que su casa pudiera quedar indemne de un gran incendio en 1961, finalmente la acabó perdiendo unos años más tarde, cuando fue arrastrado con la mayoría de sus pertenencias por un deslizamiento de tierra en 1966. Entre ambos hechos, trabajó en el drama Servidumbre humana (Of Human Bondage) (1964) dirigido por W. Somerset Maugham con Laurence Harvey en Irlanda. Esta tercera adaptación cinematográfica de la famosa historia se pasó de plazo y presupuesto, y también fracasó.

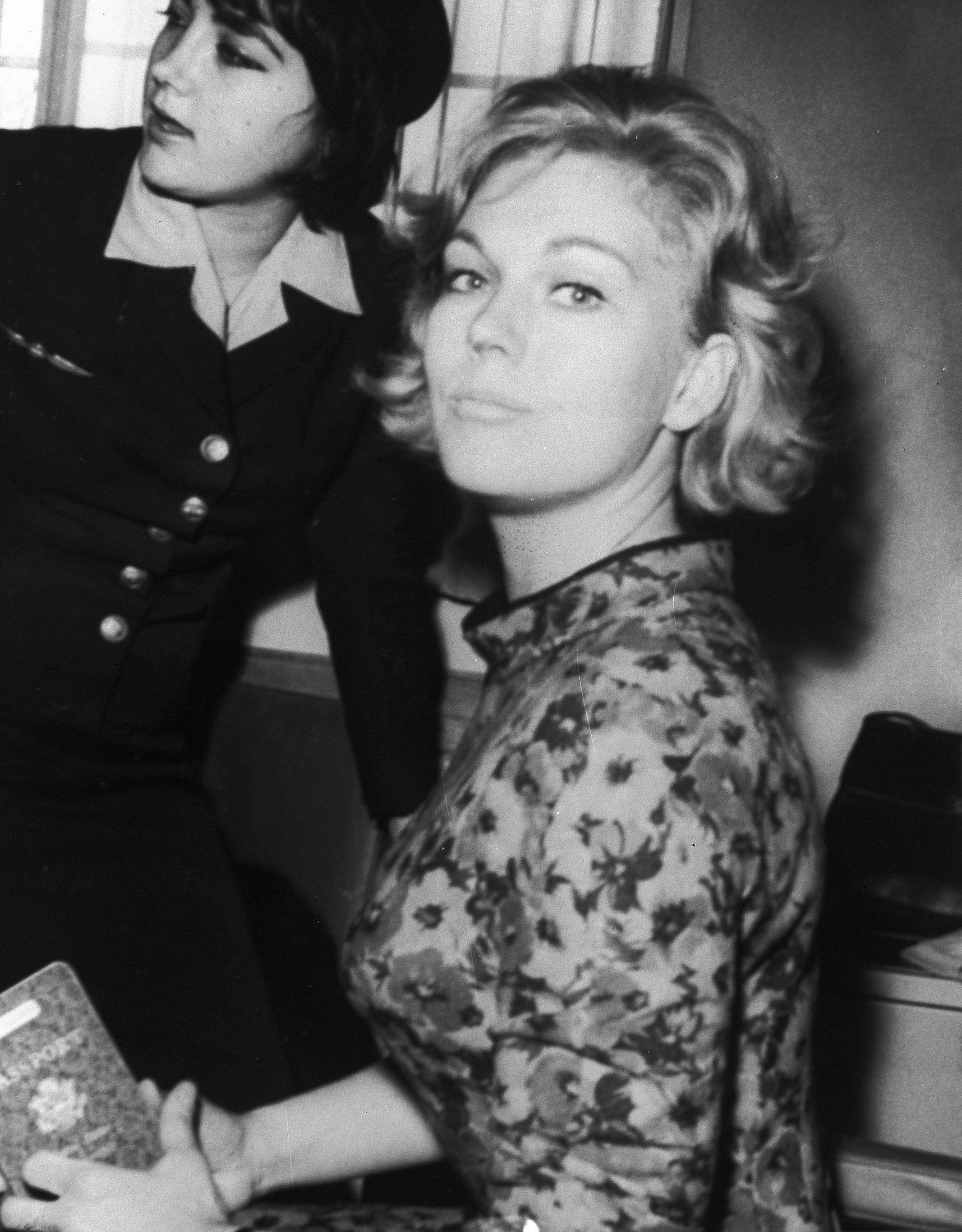
Novak en Madrid, 1962

A estos fracasos le siguió, la comedia Bésame, tonto (Kiss Me, Stupid) (1964) con Dean Martin dirigida por Billy Wilder. El actor Peter Sellers tenía que ser el elegido para protagonizar la película pero sufrió un ataque al corazón y lo sustituyó Ray Walston a última hora. La película tuvo problemas en el rodaje por sus conflictos con la Legión de la Decencia. La película recibió críticas mordaces y, aunque generó dinero, no ayudó a la carrera de Novak. Años más tarde, fue redescubierta y aclamada por su visión de futuro y obtuvo excelentes críticas, particularmente por la actuación de Novak como "Polly the Pistol".
Novak siguió trabajando con la comedia histórica Moll Flanders (The Amorous Adventures of Moll Flanders) (1965) en Inglaterra junto al actor Richard Johnson. Inspirada por Tom Jones, recibió críticas negativas pero fue un éxito moderado de taquilla. Novak se casó con Johnson en 1965 y se divorció de él en la primavera de 1966. El divorcio fue amistoso y siguieron siendo amigos. 
En 1966, Novak fue elegida para encabezar el reparto de la película de misterio El ojo del diablo (Eye of the Devil), junto a David Niven. La premisa de la película le encantó, pero el rodaje le resultó difícil y desagradable. Novak se vio obligada a abandonar la película después de caerse de un caballo, lo que le provocó lesiones graves de las que tomó un tiempo recuperarse y fue reemplazada por Deborah Kerr.

### 1966-1991: Últimos trabajos antes del retiro
A finales de 1966, estaba emocionalmente agotada y ya no quería vivir la vida de una estrella de cine de Hollywood, bajo la luz de los focos y la prensa vigilando cada uno de sus movimientos. Un alud de lodo arrasó su casa de Bel Air con todas sus pertenencias, lo que unido a los gastos en trabajos de desescombro la forzó a trasladarse de Hollywood a Big Sur. A partir de entonces, la actuación se convirtió en un trabajo y dejó de ser una carrera preferida. Novak prefirió concentrarse en su primer amor, las artes visuales, a menudo escribiendo poesía para acompañar sus pinturas e incluso escribiendo algunas letras de canciones. Harry Belafonte y the Kingston Trio grabaron algunas de sus canciones en la década de 1960.

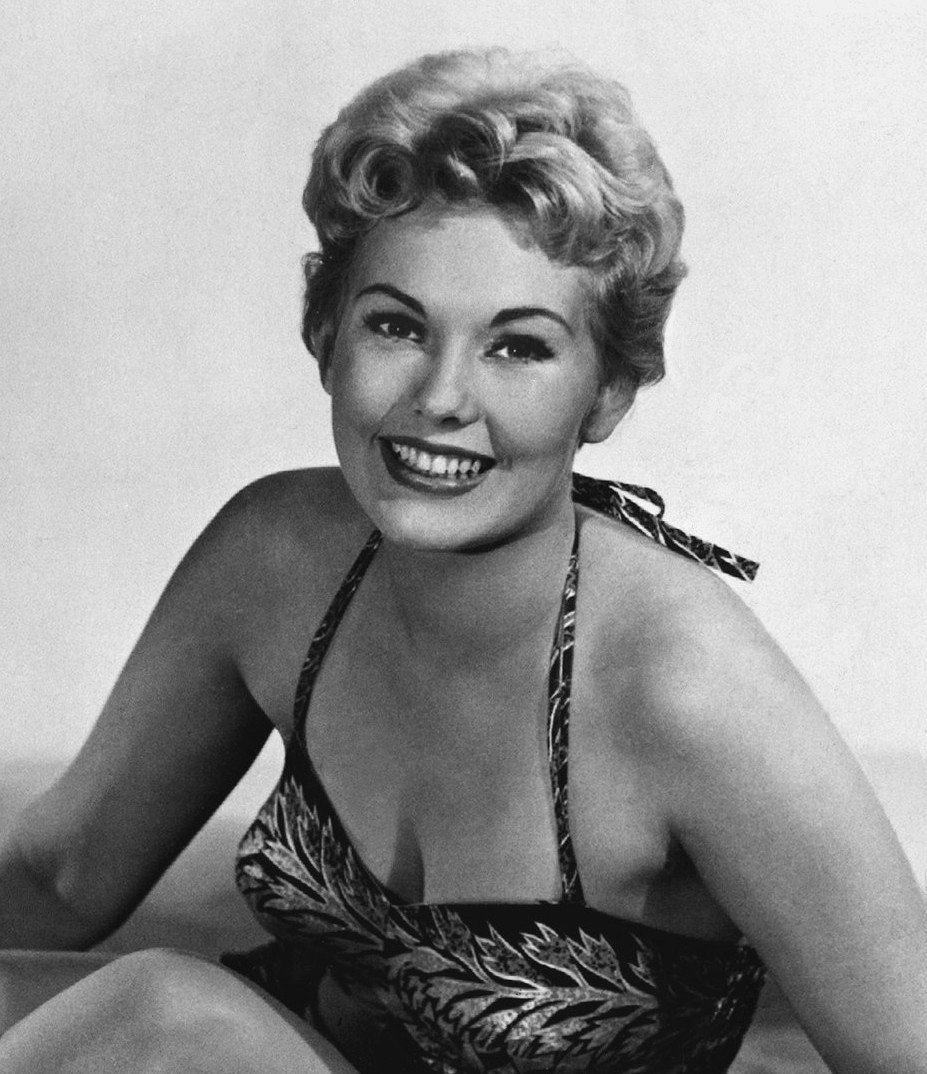
Novak en 1967

Novak volvió a la pantalla con La leyenda de Lylah Clare (The Legend of Lylah Clare) (1968), junto a Peter Finch y Ernest Borgnine y dirigida por Robert Aldrich. Ella desempeñó un doble papel, interpretando a una persona que es poseída por una actriz de cine parecida a la que su amante director obsesivo-compulsivo renueva. Robert Aldrich le pidió a Novak que hiciera un acento alemán para ese papel, pero ella sintió que no era creíble y exagerado, por lo que no quiso hacerlo y el director nunca volvió a insistir. En el estreno, Novak se sorprendió al escuchar que su voz había sido doblada por una actriz alemana en muchas escenas. Aldrich nunca se lo había dicho ni le había dado la oportunidad de doblarlo ella misma. La película fue agresivamente despreciada por los críticos y Novak obtuvo algunas de las peores críticas de su carrera. También fue un desastre de taquilla. Estaba muy molesta y se arrepintió de haber protagonizado la película. La última película de Novak en los 60 fue el western cómico Ojos verdes, rubia y peligrosa (The Great Bank Robbery ) (1969), junto a Zero Mostel, Clint Walker y Claude Akins.
Después de casi cuatro años, que ella describe como "vacaciones autoimpuestas", Novak aceptó participar en dos proyectos. Volvió a la gran pantalla con un papel en la película de terror Las orgías de la locura (Tales That Witness Madness) (1973). Novak volvió como la corista Gloria Joyce, un personaje con el que podría identificarse, en la película hecha para televisión The Third Girl From the Left (1973), con su novio en la vida real Michael Brandon. Novak admitió su preferencia por las películas para televisión, ya que pensaba que eran más rápidas de filmar que los largometrajes. Describió los guiones de películas de esa época como ofensivos y dijo que no le gustaba el sexo innecesario que encontraba en la mayoría de ellos. En 1975, Novak hizo el telefilm para la ABC Satan's Triangle porque estaba intrigada por la historia, que trataba sobre lo sobrenatural. Novak volvió a tener un pequeño papel en El desafío del búfalo blanco (The White Buffalo) (1977), un western junto a Charles Bronson y acabó la década con un pequeño papel en Just a Gigolo (1979), curioso filme con Marlene Dietrich y David Bowie.

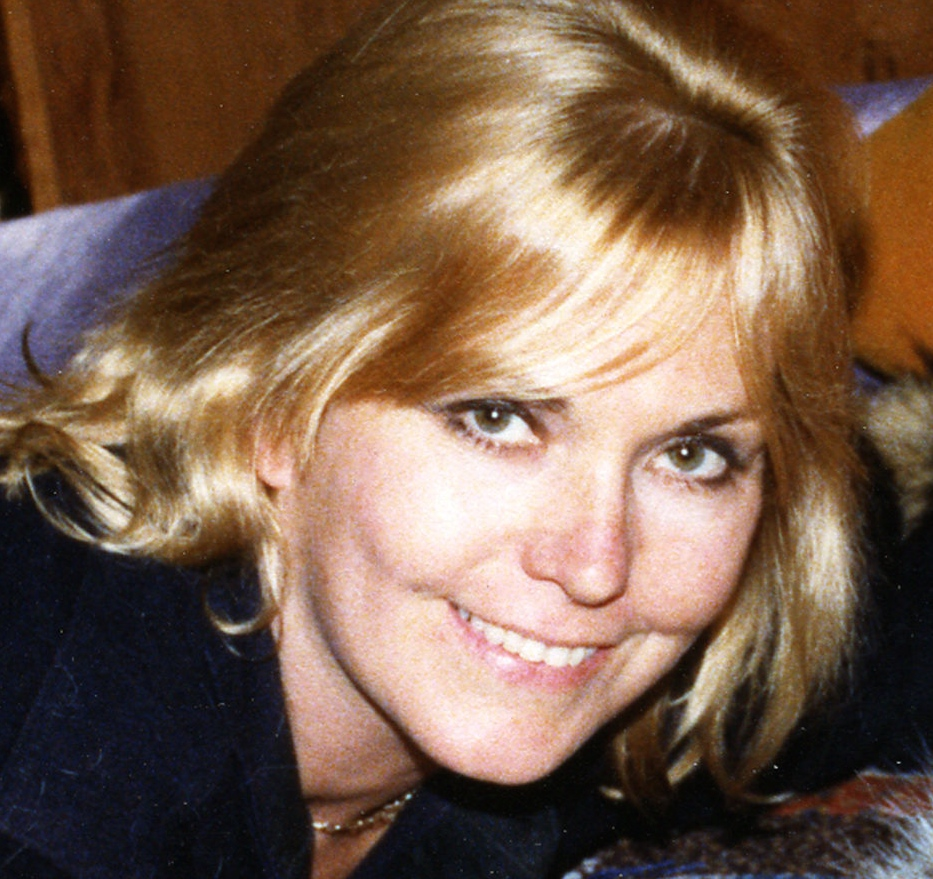
Novak en los 80

En 1980, Novak volvió a la pantalla con el thriller El espejo roto (The Mirror Crack'd), basada en la historia de Agatha Christie, compartiendo cartel con Angela Lansbury, Tony Curtis, Rock Hudson y Elizabeth Taylor. Disfrutó haciendo la película, se llevó bien con sus compañeros de reparto y la película tuvo un éxito moderado. Novak no apareció en ningún largometraje durante el resto de la década de los 80 a excepción del telefilm Pasión en Malibú (Malibu) (1983) y el episodio piloto de The New Alfred Hitchcock Presents (1985). Los productores de la popular serie Falcon Crest ofrecieron a Novak un papel similar a su papel en Vertigo. Encarnó el papel de Kit Marlowe en 19 episodios entre 1986 y 1987, faltando únicamente media docena de episodios en el tronco central de la temporada por problemas personales.
En 1989, Novak apareció junto a James Stewart como presentadores de los Óscar. Cuando se le preguntó en la sala de prensa sobre un posible regreso, Novak dijo que si alguien le enviara un guion que realmente quisiera hacer, estaría feliz de volver a trabajar en el cine o la televisión. Al mismo tiempo, Novak rechazó muchas ofertas de películas, así como la oportunidad de aparecer en una segunda temporada de Falcon Crest, para escribir su autobiografía, que se llamó Through My Eyes. Novak decidió restablecer el contacto con su agente y buscar papeles desafiantes después de darse cuenta de que no estaba satisfecha artísticamente. La actriz dijo en ese momento: "Siento que no estuve a la altura de lo que debería haber hecho. En otras palabras, me alegro de haberme alejado de Hollywood: no me arrepiento de eso. Lo sé. Eso fue algo importante y bueno, pero al mismo tiempo era como una tarea pendiente." Volvió con The Children (1990) junto a Ben Kingsley. La coproducción británico-alemana se estrenó en el Festival de Cine de Londres y recibió buenas críticas. Leonard Maltin elogió la actuación y consideró que la actuación de Novak fue "excelente". Sin embargo, tras disputas entre el director Tony Palmer y el distribuidor sobre la edición y la música, la película fue retirada y nunca fue distribuida.

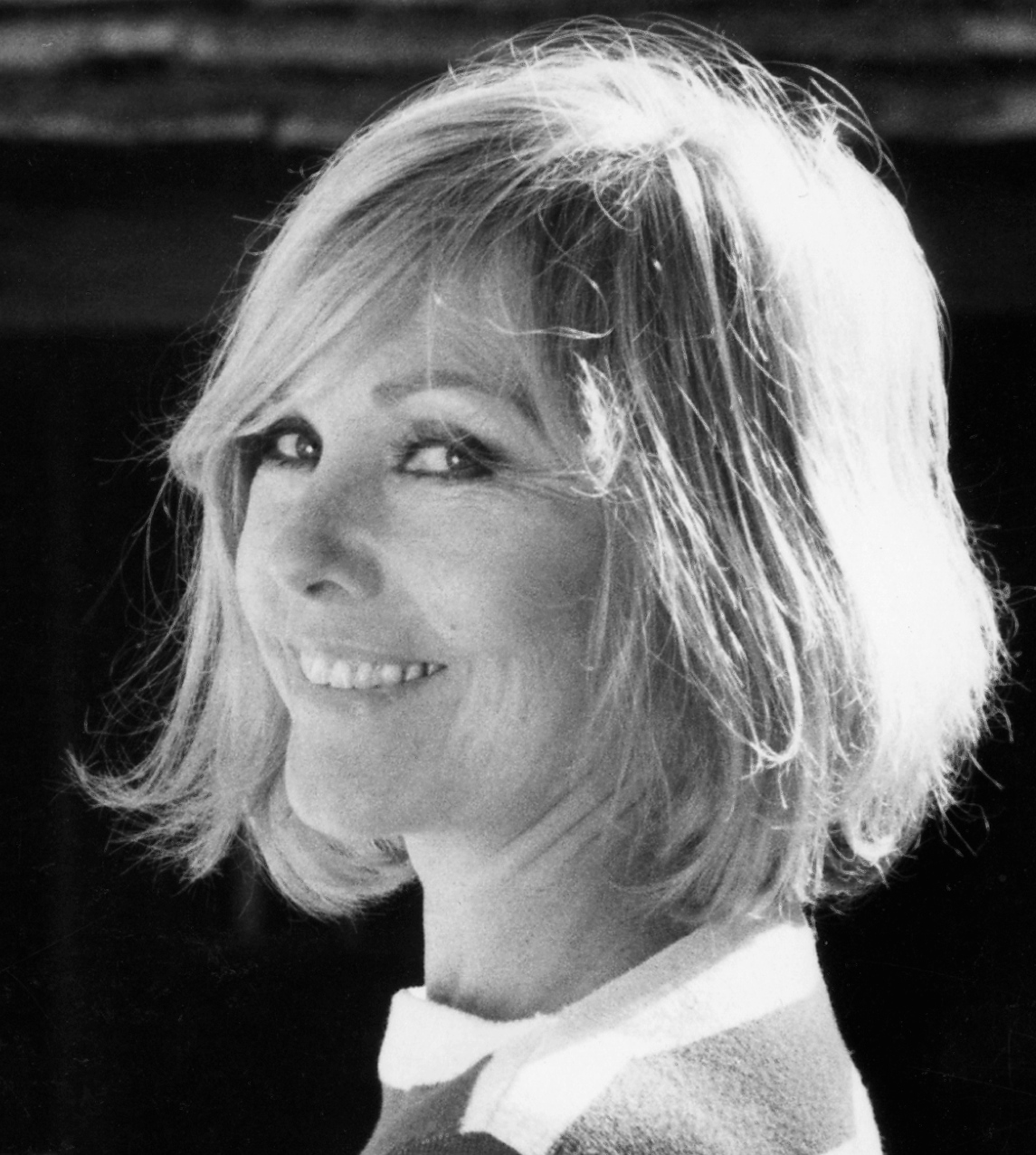
Novak fotografiada por su marido Robert Malloy

En 1991, el director Mike Figgis ofreció a Novak el papel de una escritora con enfermedad terminal y con un misterioso pasado en el thriller Liebestraum junto a Kevin Anderson y Bill Pullman. A Novak le encantó el guion y pensó que iba a ser una película importante. Sin embargo, su colaboración con Figgis fue tensa y los dos tuvieron conflictos desde el principio. Novak aceptó hacer la película con la impresión de que iba a interpretar el personaje completo, pero Figgis sintió que no podía interpretar el papel del flashback de la manera que él quería y contrató a la actriz Sarah Fearon para esas escenas. Los dos chocaron en el set, ya que sus visiones del guion diferían y, en muchos sentidos, eran diametralmente opuestas. Aunque lo consideraba un director brillante, sentía que la historia era demasiado personal para él, ya que trataba sobre su propia vida y Novak interpretaba a su madre. Ella también estaba infeliz porque sentía que él quería que ella actuara como una marioneta. 
"Quería repetir lo que creía que Hitchcock había hecho. Pero Hitchcock no hizo eso. Figgis no conocía a Hitchcock. Así que me trató de la manera que pensó que Hitchcock debía haberlo hecho, trató de manipularme para que hiciera exactamente... locuras."
 Más tarde, Novak dijo que estaba herida ya que "fue algo muy doloroso para mí porque me llevó de regreso a Harry Cohn y toda esa época. Y de nuevo a decir: No queremos que hagas nada. Sólo sé 'Kim Novak'. Esa película me dolió más que cualquier película del mundo." Más tarde, Novak dijo a Movieline en 2005 que sentía que había sentido "poco profesional" al no obedecer a su director. 
"Sé que piensa que soy una completa perra. Ese papel fue fabuloso, lleno de profundidad. Cuando lo interpreté de la manera que pensé que era evidente en el increíble guión, dijo: 'No estamos haciendo una película de Kim Novak, solo di las líneas. Si continúas interpretando el papel de esta manera, te eliminaré de la película', y prácticamente lo hizo."

Se suponía que Novak haría una comedia con el director francés Claude Berri, protagonizada por Peter Falk, y una nueva versión de Bell, Book and Candle con Sharon Stone. Ninguna de las dos películas se hizo y, tras la difícil experiencia con Liebestraum, Novak suele poner esa experiencia como la razón de su decisión de retirarse de la industria cinematográfica. En 2004, comentó a Associated Press:
"Me quemé tanto con ese rodaje que quise dejar el negocio, pero luego, si esperas lo suficiente, piensas: "Oh, echo de menos ciertas cosas". La realización de una película es maravillosa. Lo difícil es después, cuando tienes que andar por ahí e intentar venderla. El rodaje en sí, cuando tienes un buen guión (cosa que no suele ser frecuente), no hay nada mejor."

### 1991-...: Últimos años lejos de la pantalla

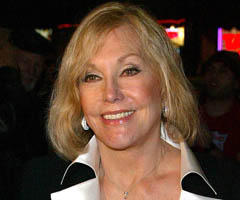
Novak en 2004

Después de su retiro de la pantalla, Novak hizo apariciones esporádicas en público y rechazó la mayoría de las ofertas que recibió. En 1996, Robert A. Harris y James C. Katz restauraron Vertigo y lo reestrenaron en los cines. Novak disfrutó tanto de su trabajo que aceptó aparecer en las proyecciones de la película, algo que había rechazado cuando Universal se lo pidió en 1984. También participó en Obsessed with Vertigo, un documental que narra la realización y restauración de la película. En 1997, Novak recibió un Oso de Oro Honorario por su trayectoria en el 47.º Festival Internacional de Cine de Berlín.
Durante todo este tiempo, Novak recibió varias ofertas para hacer algunas películas importantes y aparecer en programas de televisión. Hizo una entrevista para Larry King Live en 2004, donde afirmó que consideraría regresar a la pantalla "si fuera el papel apropiado". En 2010, Novak recibió un homenaje especial de la American Cinematheque de Hollywood, donde sus películas se proyectaron en el Grauman's Egypt Theatre. Hizo una rara aparición personal con una sesión de preguntas y respuestas en el escenario entre una presentación de Pal Joey y Bell, Book and Candle, ganándose una ovación de pie de dos minutos a su entrada.
En abril de 2012, Novak tuvo un homenaje en el Festival de Cine Clásico TCM, donde presentó una proyección de Vertigo. En una entrevista de una hora con Robert Osborne y que TCM la editó en el documental Kim Novak: Live from the TCM Classic Film Festival, Novak reveló al público su desorden bipolar y explicó que "No me diagnosticaron hasta mucho más tarde. Pasó más como una depresión que una manía." Y añadió "no creo que estuviera hecha para una vida en Hollywood. ¿Hice lo correcto al irme? ¿Salí cuando no debería haberlo hecho? Ahí es cuando me pongo triste."
Después de muchos años de retiro, Novak comenzó a hacer más apariciones públicas a medida que sentía que su trabajo estaba siendo reconocido.
En 2013, fue la invitada de honor en el Festival de Cine de Cannes, donde presentó la nueva versión restaurada de Vertigo. También participó como presentadora en la clausura del festival, ganándose una gran ovación a su entrada.
En 2014, fue una de las presentadoras en los Premios Óscar.
En abril de 2025 le conceden en Leon de Oro a la Trayectoria en el Festival de Venecia.

## Vida personal

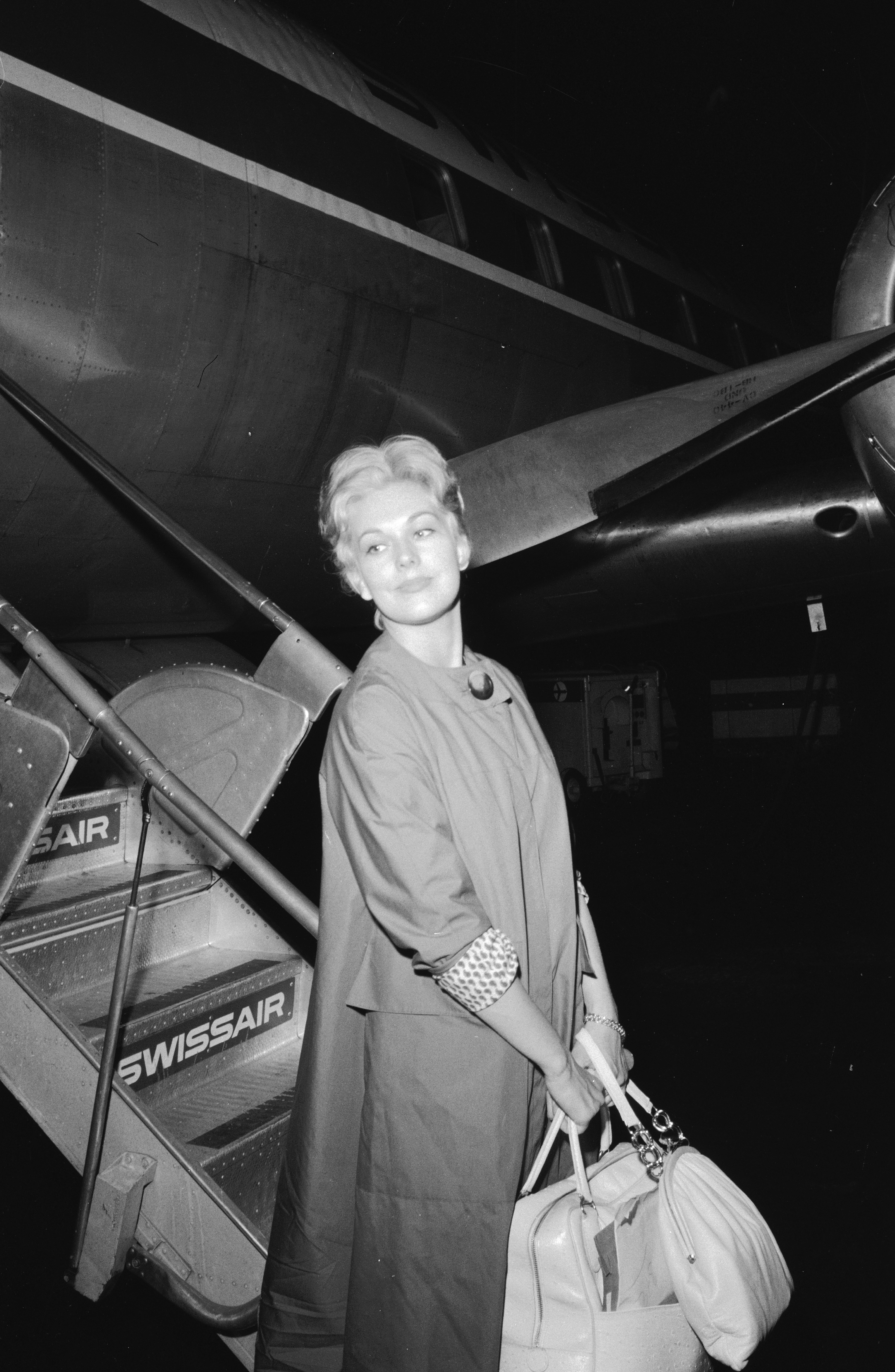
Novak en 1959

A mediados de los 50, Novak tuvo una relación sentimental con Ramfis Trujillo, hijo del dictador Rafael Leónidas Trujillo y con Sammy Davis, Jr. Un documental de la BBC afirmó que para poner fin a su relación con un hombre negro, el jefe de Columbia Pictures Harry Cohn hizo que mafiosos amenazaran a Sammy Davis, Jr., con cegarlo o romperle las piernas si no se casaba con una mujer negra en 48 horas. Novak también tuvo algún affaire sentimental con Michael Brandon, Wilt Chamberlain, David Hemmings, y Porfirio Rubirosa. Estuvo prometida con el director Richard Quine en 1959, aunque el primer matrimonio de Novak no llegó hasta casarse con el actor Richard Johnson, que duró del 15 de marzo de 1965 al 26 de mayo de 1966. Los dos mantuvieron una estrecha amistad después del divorcio.
En 1966, Novak abandonó Hollywood para instalarse en Big Sur, donde se puso a criar caballos y dedicarse a la pintura. En 1974, conoció a su segundo marido, el veterinario de caballos Robert Malloy, cuando este se presentó en su casa para precisar sus servicios. Se casaron el 12 de marzo de 1976. La pareja vivió en su casa de Williamson River cerca de Chiloquin (Oregón). Malloy murió el 27 de noviembre de 2020.
Novak recibió clases de pintura de los artistas Harley Brown y Richard McKinley. En julio de 2000, su casa ardió y perdió todas sus piezas y el único borrador de la autobiografía en la que había estado trabajando durante 10 años. En 2006, Novak resultó herida en un accidente de equitación, que le provocó una perforación en el pulmón, costillas rotas y daño a los nervios, pero se recuperó por completo al cabo de un año.

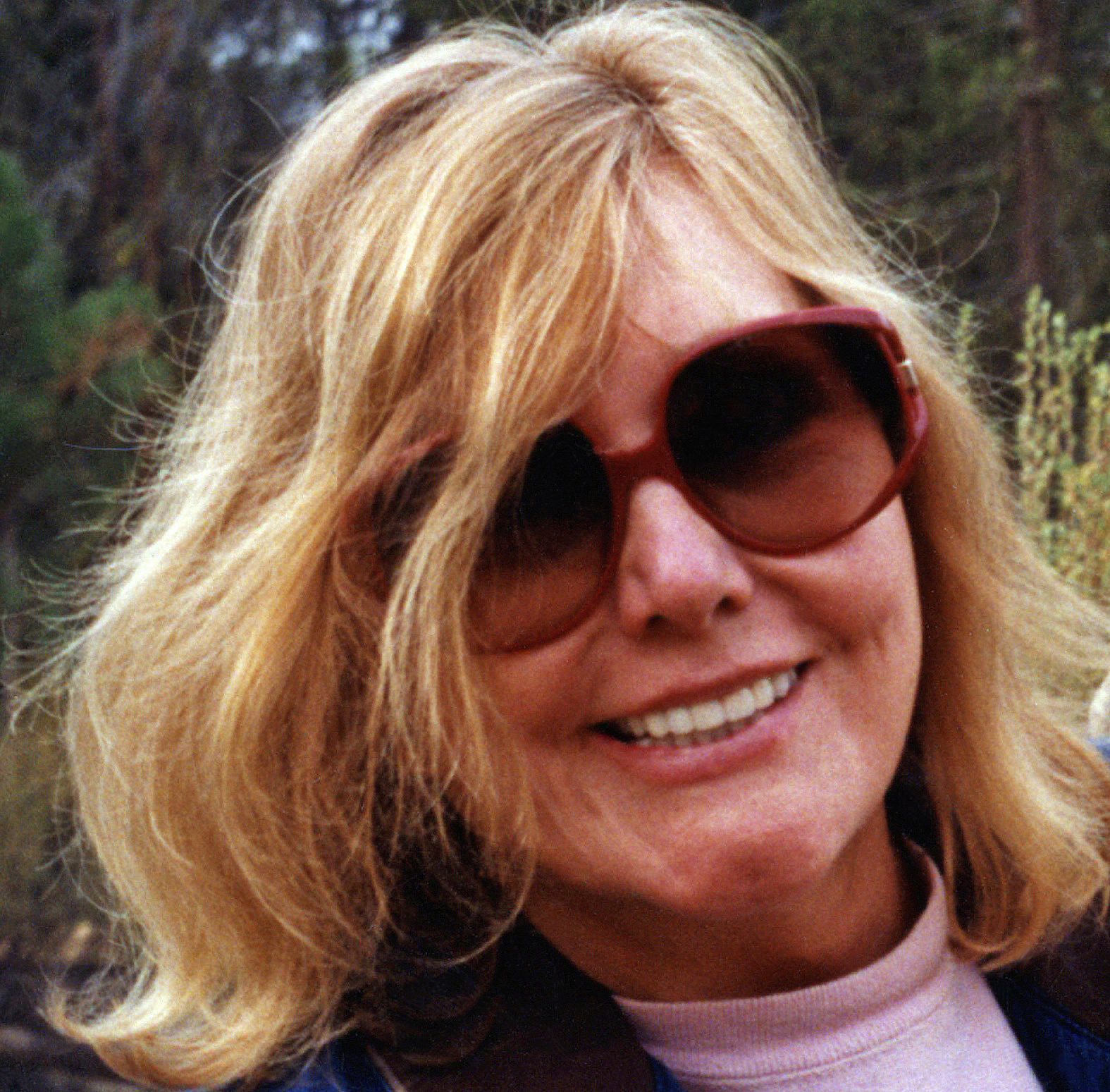
Una fotografía de Novak tomada por su marido Robert Malloy

En octubre de 2010, su mánager, Sue Cameron, comunicó que a Novak se le había diagnosticado de cáncer de pecho. Cameron también señaló que Novak estaba "en tratamiento" y "sus médicos dicen que está en una forma física fantástica y debería recuperarse muy bien." Efectivamente, Novak acabó recuperándose perfectamente.
En 2014, después de aparecer en los Premios Óscar, los medios y las redes sociales indicaron que apenas la reconocían, lo que dio lugar a especulaciones de que se había sometido a una importante cirugía estética. Novak, muy afectada por las críticas, comentó en una entrevista "realmente me golpeó fuerte", y escribió una carta abierta en la que se enfrentó a todos sus "matones" de la noche de los Oscar. Novak admitió que "recibía inyecciones de grasa en la cara" mientras sintió que "parecían mucho menos invasivos que un estiramiento facial", pero luego se arrepintió: "¿Entonces por qué lo hice? Confié en alguien que hacía lo que creía que sabía hacer mejor. Debería haberlo sabido mejor, pero ¿qué haces? Hacemos algunas cosas estúpidas en nuestras vidas."
Novak continuó dedicándose a la fotografía, la poesía y la pintura. Su estilo de pintura es surrealista e impresionista. El Butler Institute of American Art en Youngstown, Ohio, organizó una retrospectiva de su trabajo desde junio hasta octubre de 2019. Novak estuvo presente en la inauguración el 16 de junio. En 2021, el Butler Institute también publicó un libro con una selección de sus pinturas titulado Kim Novak: su arte y su vida.

## Filmografía
| Año       | Película                                                  | Director                                  | Rol                                      |
| --------- | --------------------------------------------------------- | ----------------------------------------- | ---------------------------------------- |
| 1953      | La línea francesa                                         | Lloyd Bacon                               | Modelo                                   |
| 1954      | Pushover                                                  | Richard Quine                             | Lona McLane                              |
| 1954      | Phffft                                                    | Mark Robson                               | Janis                                    |
| 1955      | 5 Against the House                                       | Phil Karlson                              | Kay Greylek                              |
| 1955      | Picnic                                                    | Joshua Logan                              | Marjorie 'Madge' Owens                   |
| 1955      | El hombre del brazo de oro                                | Otto Preminger                            | Molly                                    |
| 1956      | The Eddy Duchin Story                                     | George Sidney                             | Marjorie Oelrichs Duchin                 |
| 1957      | Jeanne Eagels                                             | George Sidney                             | Jeanne Eagels                            |
| 1957      | Pal Joey                                                  | George Sidney                             | Linda English                            |
| 1958      | Vértigo                                                   | Alfred Hitchcock                          | Madeleine Elster / Judy Barton           |
| 1958      | Bell, Book and Candle                                     | Richard Quine                             | Gillian 'Gil' Holroyd                    |
| 1959      | En mitad de la noche                                      | Delbert Mann                              | Betty Preisser                           |
| 1960      | Pepe                                                      | George Sidney                             | Ella misma                               |
| 1960      | Strangers When We Meet                                    | Richard Quine                             | Margaret 'Maggie' Gault                  |
| 1962      | La misteriosa dama de negro                               | Richard Quine                             | Carlyle 'Carly' Hardwicke                |
| 1962      | Boys' Night Out                                           | Michael Gordon                            | Cathy                                    |
| 1964      | Of Human Bondage                                          | Ken Hughes, Henry Hathaway y Bryan Forbes | Mildred Rogers                           |
| 1964      | Bésame, tonto                                             | Billy Wilder                              | Polly                                    |
| 1965      | The Amorous Adventures of Moll Flanders                   | Terence Young                             | Moll Flanders                            |
| 1968      | The Legend of Lylah Clare                                 | Robert Aldrich                            | Lylah Clare/Elsa Brinkmann/Elsa Campbell |
| 1969      | The Great Bank Robbery                                    | Hy Averback                               | Lyda Kebanov                             |
| 1973      | The Third Girl from the Left                              | Peter Medak                               | Gloria Joyce                             |
| 1973      | Tales That Witness Madness                                | Freddie Francis                           | Auriol Pageant                           |
| 1975      | Satan's Triangle                                          | Sutton Roley                              | Eva                                      |
| 1977      | El desafío del búfalo blanco                              | J. Lee Thompson                           | Poker Jenny Schermerhorn                 |
| 1978      | Schöner Gigolo, armer Gigolo                              | David Hemmings                            | Helga von Kaiserling                     |
| 1980      | El espejo roto                                            | Guy Hamilton                              | Lola Brewster                            |
| 1983      | Malibu                                                    | E.W. Swackhamer                           | Billie Farnsworth                        |
| 1985      | Alfred Hitchcock presenta (Segmento:"Man From The South.) |                                           | Rosa                                     |
| 1986-1987 | Falcon Crest (TV - 16 episodios)                          |                                           | Kit Marlowe                              |
| 1987      | Es hat mich sehr gefreut (corto)                          | Mara Mattuschka                           |                                          |
| 1990      | The Children                                              | Tony Palmer                               | Rose Sellars                             |
| 1991      | Liebestraum                                               | Mike Figgis                               | Lillian Anderson Munnsen                 |

## Premios
- Oso de Oro - Premio honorífico 1997
- Leon de Oro a la Trayectoria 2025
- Premio Henrietta 1957
- Nominada BAFTA a la mejor actriz  1957 por Picnic
- Globo de Oro a la nueva estrella del año-Actriz 1955 · Phffft
- Golden Apple Award for Most Cooperative Actress 1957